# داستان ترسناک آمریکایی
داستان ترسناک آمریکایی (به انگلیسی: American Horror Story) یک سریال تلویزیونی در ژانر وحشت است که توسط رایان مورفی و براد فالچاک خلق و تهیه‌کنندگی شده‌است. هر فصل از این سریال داستانی مجزا دارد که در پایان همان فصل داستان پایان می‌یابد اما اکثر بازیگران اصلی سریال، در تمام فصل‌ها با نقش‌های متفاوت حضور دارند.
تا اکنون فصل دوازدهم این سریال پخش شده فصل اول خانه قتل در ۱۲ قسمت، داستان یک خانه را روایت می‌کند که توسط ارواح ساکنان قبلی آن تسخیر شده‌است. فصل دوم تیمارستان در ۱۳ قسمت ساخته شده که داستانش در ۱۹۶۴ رخ می‌دهد، دربارهٔ یک تیمارستان مذهبی و آدم‌های درون آن است. فصل سوم محفل در ۱۳ قسمت، در دو بازه زمانی دهه ۱۸۰۰ تا ۱۸۱۰ و اکنون رخ می‌دهد و درباه جنگ بین ساحران و جادوگران است. فصل چهارم نمایش عجایب نیز در ۱۳ قسمت در ارتباط با یک عده آدم عجیب‌الخلقه است که در یک سیرک کار می‌کنند و پیرامون همین سیرک اتفاقاتی می‌افتد. فصل پنجم هتل که در ۱۲ قسمت ساخته شده‌است مربوط به یک هتل قدیمی و حواشی و اتفاقات داخل آن است که مهم‌ترین بازیگر این فصل لیدی گاگا می‌باشد. فصل ششم روناک در ۱۰ قسمت، دربارهٔ یک خانه قدیمی و بزرگ در مزرعه‌ای در کارولینای شمالی است که توسط ارواح صاحبان اولیه آن تسخیر شده‌است و برای هر کسی که این خانه را می‌خرد در زمان خاصی از سال، اتفاقات وحشتناکی می‌افتد. فصل هفتم فرقه در ۱۱ قسمت مربوط به داستان‌هایی حول انتخابات سال ۲۰۱۶ آمریکا و انتخاب دونالد ترامپ به عنوان رئیس‌جمهور آمریکاست.
جسیکا لنگ به خاطر بازیش در این سریال مورد تحسین فراوانی قرار گرفته‌است. و به خاطر بازی در داستان ترسناک آمریکایی جایزه امی، جایزه گلدن گلوب، و جایزه انجمن بازیگران فیلم دریافت کرده‌است جسیکا لنگ در مجموع ۲۵ بار در جشنواره‌های مختلف برای بازی در فصول مختلف این سریال نامزد شده‌است که در این میان، ۸ بار جوایز را از آن خودش کرده‌است. پس از او سارا پلسون با ۱۲ نامزدی و ۵ جایزه، کتی بیتس با ۹ نامزدی و ۱ جایزه و لیدی گاگا با ۶ نامزدی و ۲ جایزه، قرار دارند.

## فصل‌ها
- فصل ۱: خانه قتل
- فصل ۲: تیمارستان
- فصل ۳: محفل
- فصل ۴: نمایش عجایب
- فصل ۵: هتل
- فصل ۶: روناک
- فصل ۷: فرقه
- فصل ۸: آخرالزمان
- فصل ۹: ۱۹۸۴
- فصل ۱۰: Double Feature
- فصل۱۱: داستان ترسناک آمریکایی: NYC
- فصل ۱۲: Delicate

## پخش

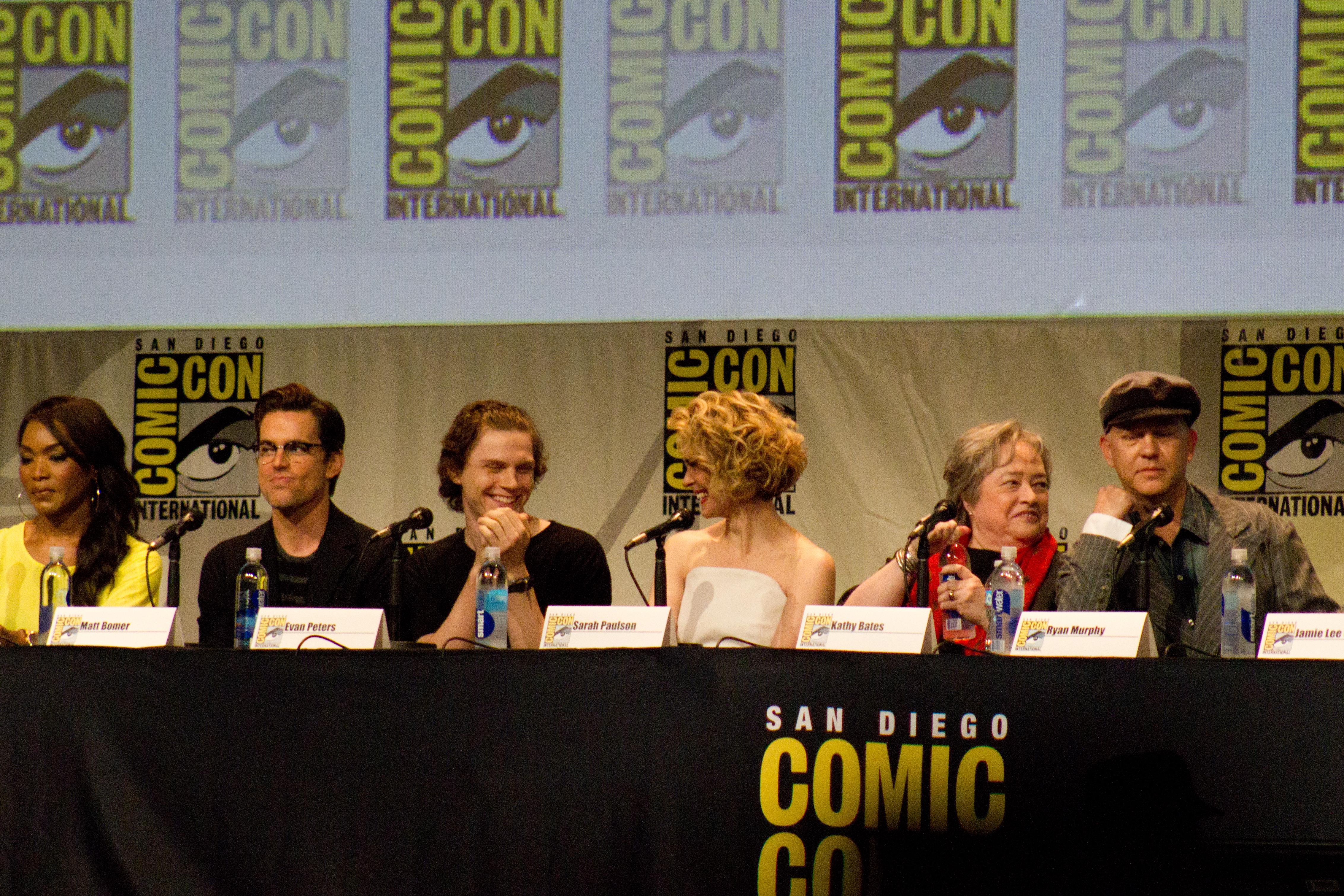
بازیگران داستان ترسناک امریکایی در کامیک کان 2015 سن دیگو.

سریال برای نخستین‌بار روی کانال کابلی تلویزیونی اف‌ایکس در ایالات متحده آمریکا در ۵ اکتبر ۲۰۱۱ پخش شد، و به صورت جهانی در کشورهای مربوطه در شبکه فاکس اینترنشنال در نوامبر ۲۰۱۱ پخش شد.
خانه قتل فصل اول سریال در ۵ اکتبر ۲۰۱۱ پخش شد و در ۲۱ دسامبر ۲۰۱۱ به پایان رسید.
تیمارستان فصل دوم سریال در ۱۷ اکتبر ۲۰۱۲ پخش شد و در ۲۳ ژانویه ۲۰۱۳ به پایان رسید.
محفل فصل سوم سریال در ۹ اکتبر ۲۰۱۳ پخش شد و در ۲۹ ژانویه ۲۰۱۴ به پایان رسید.
نمایش عجایب فصل چهارم سریال در ۸ اکتبر۲۰۱۴ پخش شد و در ۲۱ ژانویه ۲۰۱۵ به پایان رسید.
هتل فصل پنجم سریال در ۷ اکتبر ۲۰۱۵ پخش شد و در ۱۳ ژانویه ۲۰۱۶ به پایان رسید.
روناک فصل ششم سریال در ۱۴ سپتامبر ۲۰۱۶ پخش شد و در ۱۶ نوامبر ۲۰۱۶ به پایان رسید.
فرقه فصل هفتم سریال در ۵ سپتامبر ۲۰۱۷ پخش شد و در ۱۴ نوامبر ۲۰۱۷ به پایان رسید.
آخرالزمان فصل هشتم سریال در ۱۲ سپتامبر ۲۰۱۸ پخش شد و در ۱۴ نوامبر ۲۰۱۸ به پایان رسید.
۱۹۸۴ فصل نهم سریال در ۱۸ سپتامبر ۲۰۱۹ پخش شد و در ۱۳ نوامبر ۲۰۱۹ به پایان رسید.
Double feature فصل دهم سریال در ۲۵ اوت ۲۰۲۱ پخش شد و در ۲۰ اکتبر ۲۰۲۱ به پایان رسید.
شهرنیویورک فصل یازدهم سریال در ۱۹ اکتبر ۲۰۲۲ پخش شد و در ۱۶ نوامبر ۲۰۲۲ به پایان می‌رسد.
Delicate فصل دوازدهم سریال در 7 قسمت ساخته شده و در روز های عاطی منتشر میشود.